# سفارة إسرائيل في اليونان
سفارة إسرائيل في اليونان هي أرفع تمثيل دبلوماسي لدولة إسرائيل لدى اليونان. تقع السفارة في أثينا وهي تهدف لتعزيز المصالح الإسرائيلية في اليونان.

## وصلات خارجية
- الموقع الرسمي
- قائمة سفارات إسرائيل
- قائمة السفارات في اليونان